# Юрі Гонкаваара
Юрі Гонкаваара (фін. Jyri Juha Ilmari Honkavaara; 16 січня 1960, комуна Пігтіпудас — лютий 1997) — фінський рок та панк-музикант, композитор, колумніст. Лідер фіномовного рок-гурту Ratsia, а також англомовних KILLER POODLES, Hefty Load, The Innerspacemen. Автор неформального гімну фінських панків Elämän syke (Життєвий удар). Також працював у стилі Синті-поп.

## Біографія
Став відомий у Фінляндії 1979, коли видав свій перший сингл Lontoon skidit, будучи учасником панк-гурту Ratsia. На початку 1980-тих переїжджає до Порвоо, де успішно працював у стилі New wave та синті, створивши команду Hefty Load. У Гельсинках стає лідером гурту KILLER POODLES (1986—1988).
Помер досить дивною смертю: чи то самогубство, чи то аварія.